# Bresles
Bresles ist eine französische Gemeinde mit 4032 Einwohnern (Stand 1. Januar 2022) im Département Oise in der Region Hauts-de-France. Sie gehört zum Arrondissement Beauvais und zum Kanton Mouy.

## Geographie
Die Gemeinde am Übergang der Hochfläche des Plateau picard zum Tal des Thérain liegt rund zwölf Kilometer östlich von Beauvais. Sie wird im Norden von der als Schnellstraße ausgebauten Route nationale 31 (Europastraße E46) von Rouen nach Reims umgangen. Der Süden des Gemeindegebiets wird von der Trye, einem kleinen linken Zufluss des Thérain, durchflossen; hier liegen auch verschiedene Sumpfgebiete (Grand Marais, Petit Marais, Marais des Cent Mines mit früheren Kiesgruben), die heute teilweise für den Anbau von Brunnenkresse genutzt werden. Die Bahnstrecke von Rochy-Condé nach Soissons ist bis Bresles noch vorhanden, nach Osten aber aufgelassen.

## Geschichte
1834 wurde in Bresles eine Zuckerfabrik eröffnet, in der Zuckerrüben verarbeitet wurden; der Betrieb wurde 1997 eingestellt, die Gebäude anschließend abgebrochen.

## Einwohner
| Jahr                       | 1962 | 1968 | 1975 | 1982 | 1990 | 1999 | 2010 | 2021 |
| -------------------------- | ---- | ---- | ---- | ---- | ---- | ---- | ---- | ---- |
| Einwohner                  | 2695 | 2975 | 3195 | 3180 | 3653 | 3749 | 4260 | 3993 |
| Quellen: Cassini und INSEE |      |      |      |      |      |      |      |      |

## Sehenswürdigkeiten
- Kirche Saint-GervaisSaint-Prothais (ab 11. Jahrhundert, seit 1988 als Monument historique klassifiziert).[1][2]
- Burgruine Bresles (1212)
- Schloss Bresles (16. Jahrhundert, Monument historique 1986), Schloss der Bischöfe von Beauvais.[3]

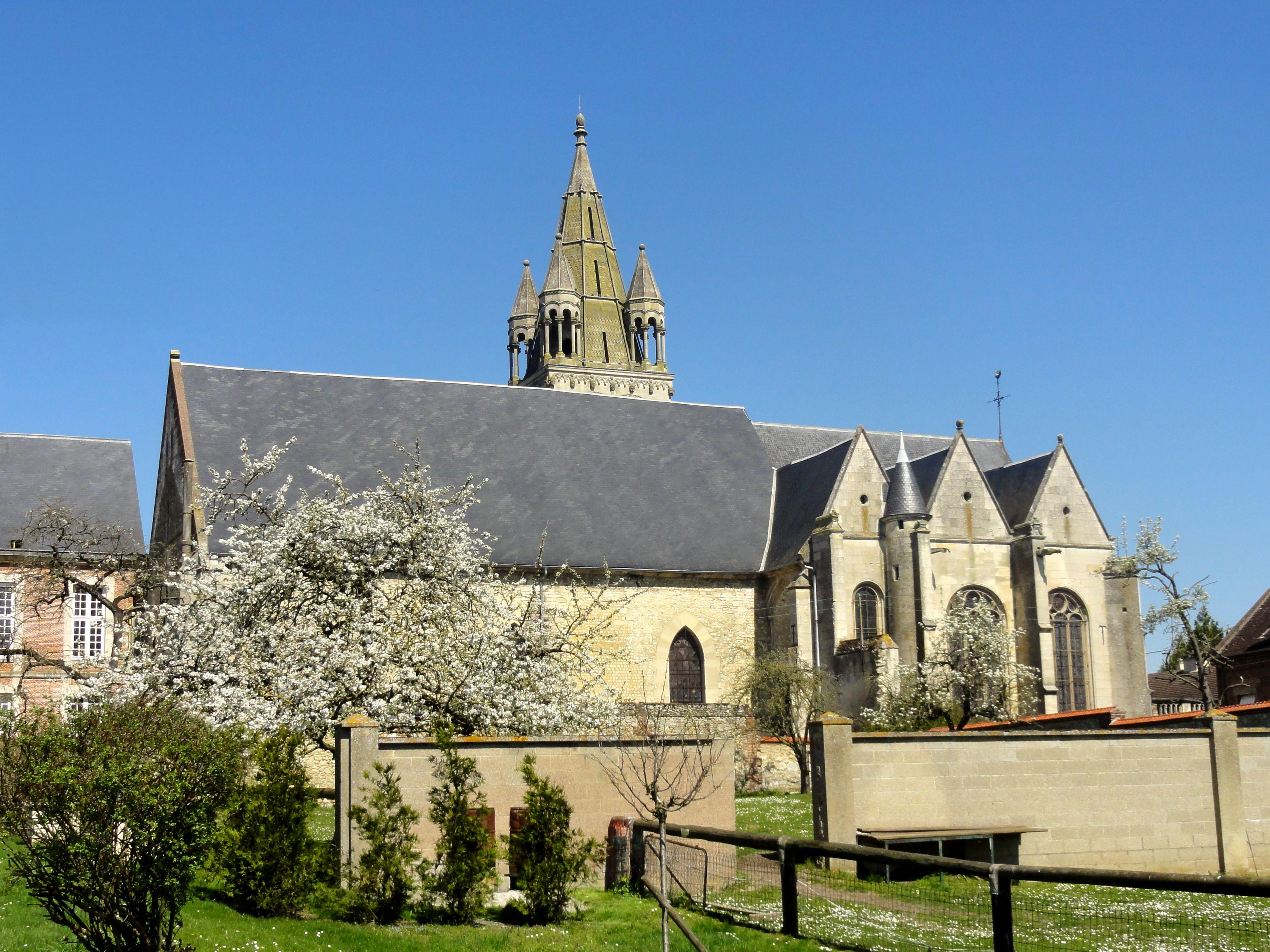
Kirche Saint-Gervais-Saint-Protais

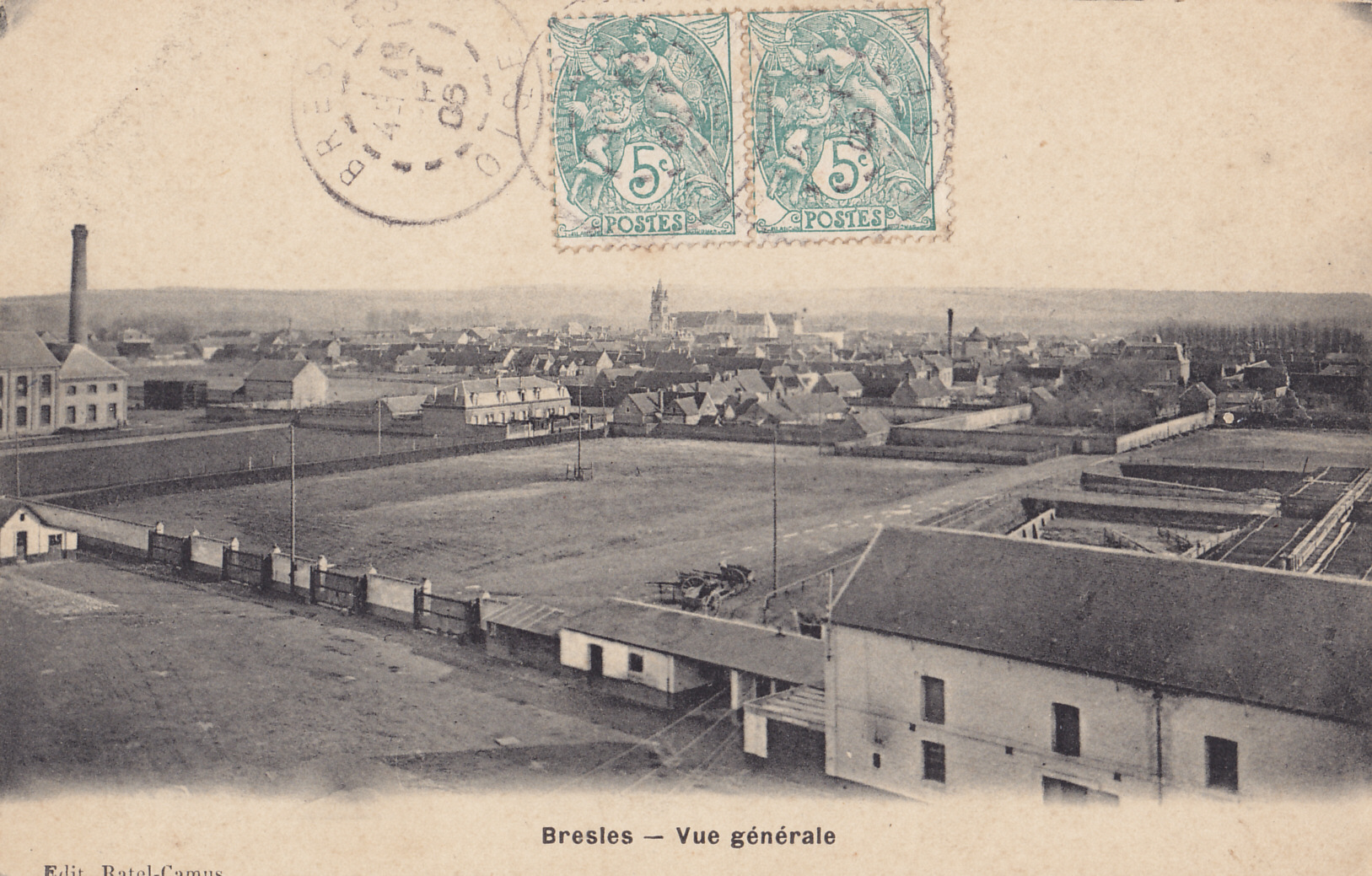
Bresles um 1900

## Persönlichkeiten
- Philipp von Dreux (1158–1217) ließ das Anwesen Bresles 1212 befestigen
- Louis de Villiers de l’Isle-Adam (Bischof 1497–1521) ließ das Schloss ab 1498 errichten
- Kardinal Toussaint de Forbin de Janson (1631–1713) ließ das Schloss 1699–1708 neu bauen
- Jacques Doriot (1898–1945), Politiker, geboren in Bresles